# Erigone sinensis
Erigone sinensis är en spindelart som beskrevs av Schenkel 1936. Erigone sinensis ingår i släktet Erigone och familjen täckvävarspindlar. Inga underarter finns listade i Catalogue of Life.